# Mistrzostwa Europy juniorów do lat 16 w szachach
Mistrzostwa Europy juniorów do lat 16 w szachach – rozgrywki szachowe mające na celu wyłonienie najlepszych juniorów Europy w kategorii wiekowej do 16 lat, oficjalnie organizowane corocznie od 1991 roku. W latach 1987 i 1988 odbyły się dwa turnieje pod egidą Europejskiej Unii Szachowej; ich zwycięzcy otrzymali medale i tytuły, jednak bez akceptacji Międzynarodowej Federacji Szachowej, która wówczas nie uznawała tej organizacji.

## Medaliści mistrzostw Europy juniorów do lat 16
| Rok      | Miasto          | Juniorzy                                                           | Juniorki                                                                    | Źródła                           |
| -------- | --------------- | ------------------------------------------------------------------ | --------------------------------------------------------------------------- | -------------------------------- |
| 1987 ECU | Saltsjöbaden    | 1. Throstur Arnason 2. Jean-Marc Degraeve 3. Ivan Marković         | 1. Nataša Bojković 2. Sabine Fruteau 3. Marleen van Amerongen               | „Szachy” nr 5/1988, str. 122     |
| 1988 ECU | Saltsjöbaden    | 1. Arnaud Payen 2. Christian Gabriel 3. Oliver Worsfold            | 1. Krystyna Dąbrowska 2. Johanna Paasikangas 3. Claudia Hagendorfer         | „Szachy” nr 4/1989, str. 95      |
| 1991     | Mamaja          | 1. Andrei Istrățescu 2. Władimir Georgiew 3. Christian Gabriel     | 1. İlahə Qədimova 2. Inna Haponenko 3. Mónika Grábics                       | „Szachista” nr 9/1991, str. 285  |
| 1992     | Rymawska Sobota | 1. Wadim Zwiagincew 2. Róbert Ruck 3. Ragim Gasimow                | 1. Inna Haponenko 2. Anja Susterman 3. Mónika Grábics                       | „Szachista” nr 11/1992, str. 325 |
| 1993     | Szombathely     | 1. Robert Kempiński 2. Marcin Kamiński 3. Balázs Szűk              | 1. Natalija Kyselowa 2. Corina-Isabela Peptan 3. Nikoletta Lakos            | „Szachista” nr 9/1993, str. 258  |
| 1994     | Băile Herculane | 1. Aleksiej Czernuszewicz 2. Michaił Kobalija 3. Tamaz Gelaszwili  | 1. Natalija Żukowa 2. Nikoletta Lakos 3. Corina-Isabela Peptan              | „Szachista” nr 8/1994, str. 228  |
| 1995     | Żagań           | 1. Pavel Šimáček 2. Jan Piński 3. Andranik Matikozian              | 1. Szidónia Vajda 2. Anna Zozulia 3. Natalja Andriejewa                     | „Szachista” nr 8/1995, str. 229  |
| 1996     | Rymawska Sobota | 1. Fabian Döttling 2. Dragan Šolak 3. Stanisław Smietankin         | 1. Władysława Kalinina 2. Alina Calota 3. Waleria Korolowa                  | „Szachista” nr 9/1996, str. 265  |
| 1997     | Tallinn         | 1. Aleksander Kundin 2. Aleksandr Zacharow 3. Albert Bokros        | 1. Jekatierina Połownikowa 2. Iweta Radziewicz 3. Jewgienija Czasownikowa   | „Szachista” nr 10/1997, str. 309 |
| 1998     | Mureck          | 1. Gabriel Sarksjan 2. Jiří Jirka 3. Ołeksandr Kowczan             | 1. Ana Matnadze 2. Eva Moser 3. Inga Czarchalaszwili                        | „Szachista” nr 10/1998, str. 259 |
| 1999     | Litochoron      | 1. Siergiej Grigorjanc 2. Krzysztof Jakubowski 3. Warużan Hakopian | 1. Ana Matnadze 2. Jekatierina Korbut 3. Inga Czarchalaszwili               |                                  |
| 2000     | Kalitea         | 1. Ján Markoš 2. Constantin Lupulescu 3. Jan Werle                 | 1. Natalja Pogonina 2. Tina Mietzner 3. Ilze Bērziņa                        |                                  |
| 2001     | Kalitea         | 1. Ernesto Inarkijew 2. Şəhriyar Məmmədyarov 3. Wołodymyr Jakimow  | 1. Marija Kursowa 2. Marina Gusiewa 3. Natalija Zdebska                     |                                  |
| 2002     | Peñíscola       | 1. Aleksandr Charitonow 2. Artiom Iljin 3. Zbigniew Pakleza        | 1. Marie Sebag 2. Jolanta Zawadzka 3. Beata Kądziołka                       |                                  |
| 2003     | Budva           | 1. Csaba Balogh 2. Rauf Məmmədov 3. Dawit Magalaszwili             | 1. Marija Fominych 2. Maka Purceladze 3. Dorota Czarnota                    |                                  |
| 2004     | Ürgüp           | 1. Rauf Məmmədov 2. Luka Lenič 3. Michał Olszewski                 | 1. Walentina Gunina 2. Sabina-Francesca Foișor 3. Maka Purceladze           |                                  |
| 2005     | Herceg Novi     | 1. Zawen Andriasjan 2. Dawit Dżodżua 3. Siergiej Trofimow          | 1. Inna Iwachinowa 2. Natacha Benmesbah 3. Deimantė Daulytė                 |                                  |
| 2006     | Herceg Novi     | 1. Romain Édouard 2. Martyn Krawciw 3. Vüqar Rəsulov               | 1. Kübra Öztürk 2. Marija Rakić 3. Gülnar Məmmədova                         |                                  |
| 2007     | Szybenik        | 1. Vüqar Rəsulov 2. Sébastien Feller 3. Lewan Bregadze             | 1. Kübra Öztürk 2. Marija Muzyczuk 3. Keti Cacalaszwili                     |                                  |
| 2008     | Herceg Novi     | 1. Illa Nyżnyk 2. Samwel Ter-Sahakian 3. Péter Prohászka           | 1. Nazi Paikidze 2. Warwara Riepina 3. Anastasija Sawina                    |                                  |
| 2009     | Fermo           | 1. Gil Popilski 2. Robin van Kampen 3. Dmytro Danyłenko            | 1. Katarzyna Adamowicz 2. Meri Arabidze 3. Lisa Schut                       |                                  |
| 2010     | Batumi          | 1. Iwan Bukawszyn 2. Karen Grigorian 3. Władysław Kowaliow         | 1. Mariam Danelia 2. Meri Arabidze 3. Karolina Turkova                      |                                  |
| 2011     | Albena          | 1. Ołeksandr Bortnik 2. Howhannes Gabuzjan 3. David Antón Guijarro | 1. Marija Siewierina 2. Marija Tanciura 3. Marsel Efroimski                 |                                  |
| 2012     | Praga           | 1. Kacper Drozdowski 2. Awital Boruchowski 3. Tomas Laurušas       | 1. Maryja Tanciura 2. Daria-Ioana Visanescu 3. Andreea-Cristiana Navrotescu |                                  |
| 2013     | Budva           | 1. Kiriłł Aleksiejenko 2. Dmitrij Chegaj 3. Ramił Faizrachmanow    | 1. Anna Stjażkina 2. Mariola Woźniak 3. Irene Nicolas Zapata                |                                  |
| 2014     | Batumi          | 1. Cemil Can Ali Marandi 2. Giorgi Sibaszwili 3. Mikołaj Tomczak   | 1. Mai Narva 2. Kino Chomeriki 3. Ajdan Hojjatowa                           |                                  |